# Dasypus yepesi
Tatou de Yeppes
Espèce
Statut de conservation UICN

 DD  : Données insuffisantes
Le Tatou de Yeppes, Dasypus yepesi, est une espèce de tatous de la sous-famille des Dasypodinae. Il a été décrit par Sergio Fabián Vizcaíno en 1995.

## Répartition

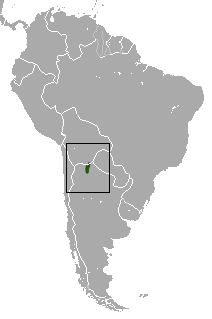
Répartition de l'espèce en Argentine.

Le Tatou de Yeppes est endémique d'Argentine et vit dans des forêts tropicales ou subtropicales. 